# عواطف رمضان
عواطف رمضان (11 أبريل 1930 - 4 فبراير 1997)، ممثلة مصرية.

## عن حياتها
خريجة المعهد العالي للتمثيل والمعهد العالي للموسيقى في أوائل الخمسينات القرن العشرين وقدمت العديد من المسرحيات والأوبريتات منذ دراستها وحتى عام 1989 حيث اعتزلت الفن تماماً.

### وفاتها
توفيت في 4 فبراير 1997 في القاهرة وذلك بمستشفى السلام الدولي بأثناء عمل منظار للتجهيز لعملية جراحية لإزالة المرارة وحدث نزيف أدى إلى الوفاة.

## روابط خارجية
- عواطف رمضان على موقع الدهليز
- عواطف رمضان على موقع قاعدة بيانات الأفلام العربية